# Окаванго
Окаванго (в верхній течії має назву Кубанго) — річка в південній Африці довжиною близько 1600 км. Вона не вливається до океану і не зливається з якоюсь більшою річкою; замість цього вона розгалужується на численні рукави й губиться на теренах північної частини пустелі Калахарі, створюючи найбільшу у світі внутрішню дельту — болото Окаванго майже за 1000 км від найближчого моря. Назва річки походить від бантумовного народу каванго, який населяє околиці її середній течії на півночі Намібії. У її дельті розташоване п'яте за чисельністю населення місто Ботсвани Маун.

## Фізіографія
Окаванго починається в центральній Анголі на плато Біє на висоті 1780 м над рівнем моря, і має тут назву Кубанго. Звідси вона тече на південь і південний схід, у верхній течії її річище часто перетинається порогами. Її середня течія протягом приблизно 400 км становить кордон між Анголою і Намібією. Після злиття зі своєю найбільшою притокою, Квіто, Окаванго перетинає Смугу Капріві — вузьку ділянку території Намібії — і потрапляє до території Ботсвани.
Тут вона тече по рівній і плоскій полонині і майже відразу після перетинання кордону починає розливатися по ній, розширюючи своє річище і заболочуючи довколишню місцевість. Приблизно через 100 км річка починає розгалужуватись на рукава, створюючи трикутну дельту, ширина якої сягає 240 км. Дельта займає територію площею 16 800 км², але тільки половина її заболочена цілорічно. Протягом дощового сезону більшість території дельти заливається повінню.

## Гідрологія
Стік Окаванго значно варіюється протягом її течії залежно від сезонного випадання дощів, злиття з притоками, випаровування води з поверхні й від водопроникних властивостей порід річкового ложа. В середньому на рік дельти досягає близько 10 км³ води.
Поверхня дельти майже плоска, і плин річкової води надзвичайно повільний: їй треба приблизно сім місяців, щоб від верхівки дельти дістатися до її південного краю.
Повені переповнюють дельту Окаванго, і надлишок води заповнює озеро Нгамі біля південного краю дельти, яке більшу частину року сухе і покрито трав'яними заростями. Під час надзвичайно високих повеней, які трапляються нерегулярно, озеро також переповнюється; вода затоплює долини Куньєре і Нгабе і сповнює річку Ботеті (Ботлетле), шляхом якої дістається до солончакової впадини Макгадікгаді і озера Цкау біля її південного краю.
Під час високої повені також сповнюється східний рукав Окаванго, який відгалужується від основного річища біля верхівки дельти. По цьому рукаву води Окаванго подеколи досягають на сході річки Квандо і через неї — Замбезі, таким чином на нетривалий період отримуючи океанський стік.
Басейн Окаванго має площу близько 721 258 км², але більшу його частину займає зона дуже малого сезонного стоку до дельти з посушливих територій пустелі Калахарі.

## Природа
У верхній течії береги Окаванго покриті густими лісами, які рідшають у міру просування на південь і поступово змінюються сухою саваною — трав'янистими пустками з рідкими деревами акацій. В дельті рослинність розподіляється на два типи: густі зарості папірусу та інших водяних рослин в основному річищі та рукавах заплавної полонини, і ділянки лісу та савани, які посідають підвищені місцевості, яких повінь досягає рідко. Щільні зарості папірусу блокують плин річки, змушуючи її прокладати нові річища і постійно змінюючи конфігурацію річкових рукавів в дельті.
Хоча Окаванго приносить воду до випаленої пустелі, її ресурси майже не використовуються, а береги дуже рідко населені. Річка несудноплавна, плавати по ній можна лише на невеликих човнах. Розвитку скотарства в дельті дуже заважає розповсюдження мухи цеце.

## Дослідження
Першим з європейців, що відвідав береги річки, вважається шотландський місіонер і мандрівник Девід Лівінгстон, який в 1849 році дістався дельти Окаванго та озера Нгамі.